# Campeonato Paraense
El Campeonato Paraense es el campeonato de fútbol estadual del estado de Pará en el Norte de Brasil, el torneo se disputa desde 1908 y es organizado por la Federação Paraense de Futebol.

## Equipos participantes 2025
| - Águia de Marabá (Marabá) - Bragantino (Bragança) - Caeté (Bragança) - Cametá (Cametá) - Capitão Poço (Capitão Poço) - Castanhal (Castanhal) | - Independente (Tucuruí) - Paysandu (Belém) - Remo (Belém) - Santa Rosa (Belém) - São Francisco (Santarém) - Tuna Luso (Belém) |

## Campeones
| Temporada | Campeón            | Subcampeón         |
| --------- | ------------------ | ------------------ |
| 1906      | No concluido       | No concluido       |
| 1907      | No disputado       | No disputado       |
| 1908      | União Sportiva     | Sport Pará         |
| 1909      | No disputado       | No disputado       |
| 1910      | União Sportiva     | Guarany Belém      |
| 1911-1912 | No disputado       | No disputado       |
| 1913      | Grupo do Remo      | Norte Club         |
| 1914      | Grupo do Remo      | Paysandu           |
| 1915      | Remo               | Paysandu           |
| 1916      | Remo               | Paysandu           |
| 1917      | Remo               | Paysandu           |
| 1918      | Remo               | Paysandu           |
| 1919      | Remo               | Paysandu           |
| 1920      | Paysandu           | Remo               |
| 1921      | Paysandu           | Remo               |
| 1922      | Paysandu           | Remo               |
| 1923      | Paysandu           | União Sportiva     |
| 1924      | Remo               | Paysandu           |
| 1925      | Remo               | Paysandu           |
| 1926      | Remo               | Paysandu           |
| 1927      | Paysandu           | Remo               |
| 1928      | Paysandu           | União Sportiva     |
| 1929      | Paysandu           | União Sportiva     |
| 1930      | Remo               | Paysandu           |
| 1931      | Paysandu           | Luso Brasileiro    |
| 1932      | Paysandu           | Guarany            |
| 1933      | Remo               | Paysandu           |
| 1934      | Paysandu           | Tuna Luso          |
| 1935      | No hubo campeonato | No hubo campeonato |
| 1936      | Remo               | Paysandu           |
| 1937      | Tuna Luso          | Paysandu           |
| 1938      | Tuna Luso          | Nacional           |
| 1939      | Paysandu           | Remo               |
| 1940      | Remo               | Tuna Luso          |
| 1941      | Tuna Luso          | Paysandu           |
| 1942      | Paysandu           | Tuna Luso          |
| 1943      | Paysandu           | Tuna Luso          |
| 1944      | Paysandu           | Remo               |
| 1945      | Paysandu           | Tuna Luso          |
| 1946      | No hubo campeonato | No hubo campeonato |
| 1947      | Paysandu           | Remo               |
| 1948      | Tuna Luso          | Paysandu           |
| 1949      | Remo               | Paysandu           |
| 1950      | Remo               | Tuna Luso          |
| 1951      | Tuna Luso          | Remo               |
| 1952      | Remo'              | Paysandu           |
| 1953      | Remo               | Tuna Luso          |
| 1954      | Remo               | Paysandu           |
| 1955      | Tuna Luso          | Paysandu           |
| 1956      | Paysandu           | Remo               |
| 1957      | Paysandu           | Remo               |
| 1958      | Tuna Luso          | Remo               |
| 1959      | Paysandu           | Remo               |
| 1960      | Remo               | Paysandu           |
| 1961      | Paysandu           | Remo               |
| 1962      | Paysandu           | Tuna Luso          |
| 1963      | Paysandu           | Tuna Luso          |
| 1964      | Remo               | Tuna Luso          |
| 1965      | Paysandu           | Remo               |
| 1966      | Paysandu           | Remo               |
| 1967      | Paysandu           | Remo               |
| 1968      | Remo               | Paysandu           |
| 1969      | Paysandu           | Remo               |
| 1970      | Tuna Luso          | Paysandu           |
| 1971      | Paysandu           | Remo               |
| 1972      | Paysandu           | Tuna Luso          |
| 1973      | Remo               | Sport Belém        |
| 1974      | Remo               | Paysandu           |
| 1975      | Remo               | Paysandu           |
| 1976      | Paysandu           | Remo               |
| 1977      | Remo               | Paysandu           |
| 1978      | Remo               | Paysandu           |
| 1979      | Remo               | Paysandu           |
| 1980      | Paysandu           | Remo               |
| 1981      | Paysandu           | Remo               |
| 1982      | Paysandu           | Remo               |
| 1983      | Tuna Luso          | Remo               |
| 1984      | Paysandu           | Tuna Luso          |
| 1985      | Paysandu           | Remo               |
| 1986      | Remo               | Tuna Luso          |
| 1987      | Paysandu           | Remo               |
| 1988      | Tuna Luso          | Remo               |
| 1989      | Remo               | Paysandu           |
| 1990      | Remo               | Paysandu           |
| 1991      | Remo               | Tuna Luso          |
| 1992      | Paysandu           | Remo               |
| 1993      | Remo               | Paysandu           |
| 1994      | Remo               | Paysandu           |
| 1995      | Remo               | Paysandu           |
| 1996      | Remo               | Tuna Luso          |
| 1997      | Remo               | Paysandu           |
| 1998      | Paysandu           | Remo               |
| 1999      | Remo               | Paysandu           |
| 2000      | Paysandu           | Castanhal          |
| 2001      | Paysandu           | Remo               |
| 2002      | Paysandu           | Tuna Luso          |
| 2003      | Remo               | Tuna Luso          |
| 2004      | Remo               | Paysandu           |
| 2005      | Paysandu           | Remo               |
| 2006      | Paysandu           | Ananindeua         |
| 2007      | Remo               | Tuna Luso          |
| 2008      | Remo               | Águia de Marabá    |
| 2009      | Paysandu           | São Raimundo       |
| 2010      | Paysandu           | Águia de Marabá    |
| 2011      | Independente       | Paysandu           |
| 2012      | Cametá             | Remo               |
| 2013      | Paysandu           | Paragominas        |
| 2014      | Remo               | Paysandu           |
| 2015      | Remo               | Independente       |
| 2016      | Paysandu           | São Francisco      |
| 2017      | Paysandu           | Remo               |
| 2018      | Remo               | Paysandu           |
| 2019      | Remo               | Independente       |
| 2020      | Paysandu           | Remo               |
| 2021      | Paysandu           | Tuna Luso          |
| 2022      | Remo               | Paysandu           |
| 2023      | Águia de Marabá    | Remo               |
| 2024      | Paysandu           | Remo               |
| 2025      | Remo               | Paysandu           |

## Títulos por club
| Club            | Ciudad      | Campeón | Subcampeón | Años campeón |
| --------------- | ----------- | ------- | ---------- | --- |
| Paysandu        | Belém       | 50      | 40         | 1920, 1921, 1922, 1923, 1927, 1928, 1929, 1931, 1932, 1934, 1939, 1942, 1943, 1944, 1945, 1947, 1956, 1957, 1959, 1961, 1962, 1963, 1965, 1966, 1967, 1969, 1971, 1972, 1976, 1980, 1981, 1982, 1984, 1985, 1987, 1992, 1998, 2000, 2001, 2002, 2005, 2006, 2009, 2010, 2013, 2016, 2017, 2020, 2021, 2024 |
| Remo            | Belém       | 48      | 35         | 1913, 1914, 1915, 1916, 1917, 1918, 1919, 1924, 1925, 1926, 1930 ,1933, 1936, 1940, 1949, 1950, 1952, 1953, 1954, 1960, 1964, 1968, 1973, 1974, 1975, 1977, 1978, 1979, 1986, 1989, 1990, 1991, 1993, 1994, 1995, 1996, 1997, 1999, 2003, 2004, 2007, 2008, 2014, 2015, 2018, 2019, 2022, 2025             |
| Tuna Luso       | Belém       | 10      | 20         | 1937, 1938, 1941, 1948, 1951, 1955, 1958, 1970, 1983, 1988 |
| União Sportiva  | Belém       | 2       | 3          | 1908, 1910 |
| Independente    | Tucuruí     | 1       | 2          | 2011 |
| Águia de Marabá | Marabá      | 1       | 2          | 2023 |
| Cametá SC       | Cametá      | 1       | -          | 2012 |
| Guarany         | Belém       | -       | 2          | --- |
| Ananindeua      | Ananindeua  | -       | 1          | --- |
| Castanhal       | Castanhal   | -       | 1          | --- |
| Luso Brasileiro | Belém       | -       | 1          | --- |
| Nacional        | Belém       | -       | 1          | --- |
| Norte Club      | Belém       | -       | 1          | --- |
| Paragominas     | Paragominas | -       | 1          | --- |
| São Francisco   | Santarém    | -       | 1          | --- |
| São Raimundo    | Santarém    | -       | 1          | --- |
| Sport Pará      | Belém       | -       | 1          | --- |